# 미흐라브

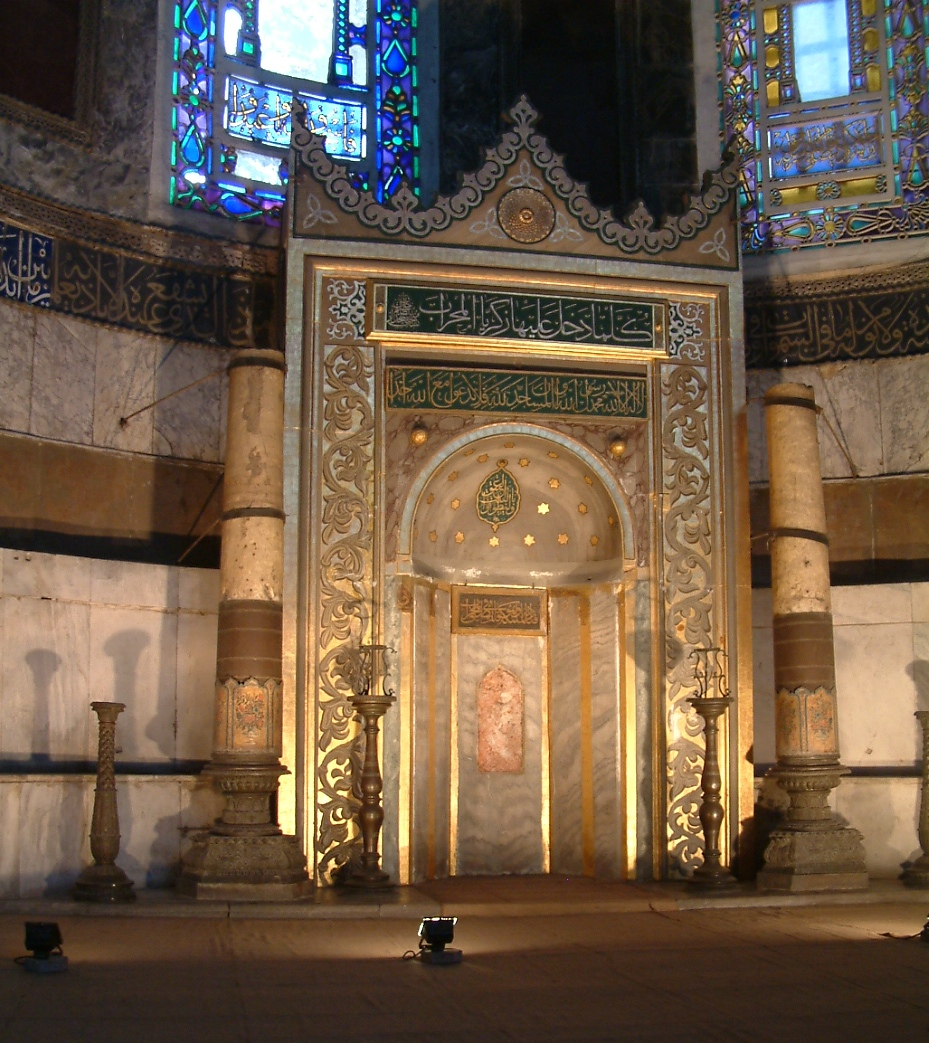
이스탄불 아야 소피아의 미흐라브

미흐라브(아랍어: محراب)는 모스크의 키블라 벽에 설치된 보조개 모양의 설비이다. 마스지드 알하람을 제외하고는 반드시 있다.